# تلکلخ
تلکلخ (به عربی: تلکلخ) یک عوارض جغرافیایی در سوریه است که در منطقة تلکلخ واقع شده‌است.

## خصوصیات
تلکلخ ۱۸٬۴۱۲ نفر جمعیت دارد.